# Hjerting Sogn (Vejen Kommune)
Hjerting Sogn ist eine Kirchspielsgemeinde (dän.: Sogn)  im südlichen Dänemark. Bis 1970 gehörte sie zur Harde Frøs Herred im damaligen Haderslev Amt, danach zur Rødding Kommune im Sønderjyllands Amt, die im Zuge der  Kommunalreform zum 1. Januar 2007 in der „neuen“  Vejen Kommune in der Region Syddanmark aufgegangen ist.
Im Kirchspiel leben 265 Einwohner (Stand:1. Januar 2023). Im Kirchspiel liegt die Kirche „Hjerting Kirke“.
Nachbargemeinden sind im Nordosten Skrave Sogn, im Südosten Rødding Sogn, im Südwesten Sønder Hygum Sogn und im Nordwesten Lintrup Sogn.

## Persönlichkeiten
- Jes Schmidt (* 1916 in Hjerting; † 1979 in Apenrade), Chefredakteur und Leiter des Deutschen Sekretariats in Apenrade, Politiker der deutschen Minderheit in Dänemark